# نيلسون بلانكو
نيلسون بلانكو (بالإسبانية: Nelson Blanco)‏ هو لاعب كرة قدم سلفادوري في مركز الوسط، ولد في 17 أغسطس 1999 في السلفادور. لعب مع نادي شمال كارولاينا.

## وصلات خارجية
- نيلسون بلانكو على موقع قاعدة بيانات كرة القدم.إي يو (الإنجليزية)
- نيلسون بلانكو على موقع ناشيونال فوتبول تيمز (الإنجليزية)
- نيلسون بلانكو على موقع Soccerway.com (الإنجليزية)